# هیلی هولت
هیلی دورین هولت (زاده ۳ ژوئیه 1980) یک مجری تلویزیون نیوزیلندی و اسنوبردباز سابق و رقصنده سالن رقص است.
هولت در اوکلند به دنیا آمد، در حومه اپسوم بزرگ شد و در مدرسه گرامر دخترانه اپسوم تحصیل کرد.
در سال ۲۰۲۰، او با جاش تیتو که ده سال از او کوچکتر است و مائوری تبار است، رابطه برقرار کرد. او در ژانویه ۲۰۲۰ اعلام کرد که اولین فرزندشان را باردار است. در ۸ می ۲۰۲۰ اعلام شد که پسر آنها در حدود ۷ ماهگی درگذشته است. هولت در ژوئیه ۲۰۲۲ دومین پسر خود را به دنیا آورد این زوج در ۲۴ دسامبر ۲۰۲۲ نامزد کردند.